# Saint-Julien-d'Ance

Saint-Julien-d'Ance este o comună în departamentul Haute-Loire, Franța. În 2009 avea o populație de 235 de locuitori.